# Jehuda Zvi Blum

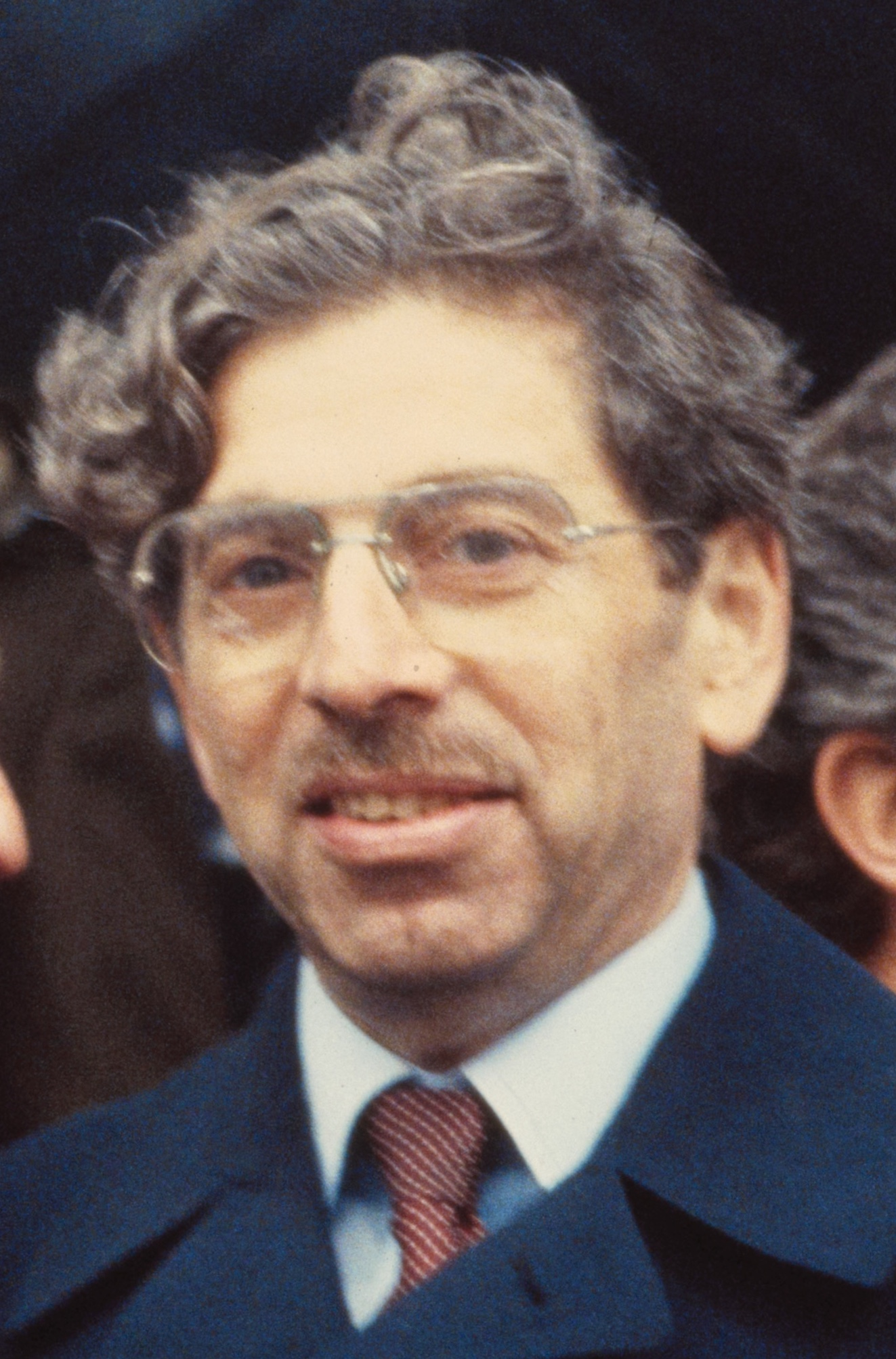
Jehuda Zvi Blum

Jehuda Zvi Blum (hebräisch יהודה צבי בלום, auch: Yehuda; geboren 2. Oktober 1931 in Bratislava) ist Hochschullehrer für Internationales Recht und Diplomat. Von 1978 bis 1984 war er der Botschafter Israels zu den Vereinten Nationen.

## Leben
Blum wurde als Nachkomme einer Rabbinerdynastie geboren. Während des Zweiten Weltkriegs floh seine Familie mit einem von Rudolf Kasztner organisierten Zug Ende Juni 1944 aus Ungarn. Versprochen war, dass dieser Zug entweder in die Schweiz oder nach Spanien gehen sollte, stattdessen kamen die Flüchtlinge im KZ Bergen-Belsen an. Adolf Eichmann ließ sie als Geiseln monatelang festhalten. Seine Bar Mitzwa erlebte Blum in diesem Konzentrationslager. Erst am 6. Dezember 1944 erlaubte Adolf Eichmann die Weiterfahrt der Flüchtlinge in die Schweiz. 1945 emigrierte er in das  Britische Mandatsgebiet in Palästina. Nach seinem Abitur studierte er Rechtswissenschaften an der Hebräischen Universität Jerusalem und schloss das Masterstudium 1955 ab. Er reiste nach London, wo er 1961 an der University of London promovierte. Im gleichen Jahr heiratete er Moriah Rabinowitz Teomin. Das Ehepaar hat drei Kinder. 1968 reiste er als UNESCO-Forschungsstipendiat nach New York und studierte an der Rechtsabteilung der Vereinten Nationen.

## Laufbahn
Nach Israel zurückgekehrt, arbeitete er von 1955 bis 1956 als Praktikant für den Richter am Obersten Gerichtshof (hebräisch בֵּית הַמִּשְׁפָּט הָעֶלְיוֹן Bejt ha-Mischpaṭ ha-ʿEljōn), David Goitein, und wurde 1962 zum Assistenten des Rechtsberaters des Ministeriums für auswärtige Angelegenheiten (hebräisch משרד החוץ, Misrad HaChutz) ernannt. 1965 wechselte Blum an die Rechtsfakultät der Hebräischen Universität von Jerusalem, wo er zum Ordinarius des Hersch-Lauterpacht-Lehrstuhls für Internationales Recht berufen wurde. Von 1978 bis 1984 war Blum israelischer Botschafter bei den Vereinten Nationen. Er nahm an den Verhandlungen zum Camp-David-Abkommen und über den Israelisch-ägyptischen Friedensvertrag teil und war später Mitglied der israelischen Rechtsdelegation bei den internationalen Schiedsgerichtsverhandlungen bezüglich Taba, das 1988 als letzter Teil der Sinaihalbinsel wieder Ägypten zugesprochen wurde. Die Forschungsgebiete von Blum sind das Völkerrecht, Internationale Organisationen, das Verfassungsrecht und die Charta der Vereinten Nationen.
Während seiner akademischen Karriere war er Gastprofessor an der University of Michigan, der University of Texas at Austin, der New York University, der Yeshiva University, der University of Southern California, der Tulane University und der University of Miami.
Blum ging 2001 in den Ruhestand.
Er hält sowohl als Zeitzeuge, als auch Repräsentant Israels, Vorträge zur moralischen, historischen und rechtlichen Bewertung der Nachkriegszeit. Blum wirkte als Autor für Rechtsthemen in der Encyclopaedia Hebraica.

## Veröffentlichungen (Auswahl)
- Eroding the United nations charter
- For Zion's sake, 1987
- Historic titles in international law
- International law and the changed Yugoslavia
- Israel and the United Nations: A Retrospective Overview
- Israel Marriage Law and Human Rights
- Juridical status of Jerusalem
- Operation Kadesh: A Legal Perspective
- Privileges and Immunities of United Nations Officials in Israel
- Restitution of Jewish cultural property looted in World War II: to whom?
- Russia takes over the Soviet Union's seat at the United Nations
- Sauter pour mieux reculer : The Security Council's New Look
- Secure boundaries and Middle East peace in the light of international law and practice
- State response to acts of terrorism
- The Beirut raid and the international double standard : a reply to professor Richard A. Falk
- The Evolution of Israel's Boundaries
- The Gulf of Sidra Incident
- The Missing Reversioner: Reflections on the Status of Judea and Samaria
- The presidency of the security council and the duty of impartiality
- UN membership of the „new“ Yougoslavia : continuity or break?
- Will „justice“ bring peace? International law--selected articles and legal opinions